# Тетраселенид тригадолиния
Тетраселенид тригадолиния — бинарное неорганическое соединение
селена и гадолиния
с формулой Gd3Se4,
кристаллы.

## Получение
- Сплавление стехиометрических количеств чистых веществ:

{\displaystyle {\mathsf {4Se+3Gd\ {\xrightarrow {T}}\ Gd_{3}Se_{4}}}}

## Физические свойства
Тетраселенид тригадолиния образует кристаллы нескольких модификаций:
- кубическая сингония, пространственная группа I 43d, параметры ячейки a = 0,8717 нм, Z = 4, структура типа тетрафосфида тритория Th3P4;
- гексагональная сингония, пространственная группа P 63/mmc, параметры ячейки a = 0,472 нм, c = 0,756 нм, структура типа арсенида никеля NiAs [1][2].